# Луз (кость)
Луз (ивр. לוז‎ — орех) — косточка в верхней части позвоночника (седьмой шейный позвонок) или копчик, в зависимости от традиции.
В мусульманской и еврейской традициях утверждается, что это та кость, от которой при воскресении будет восстановлено тело, и что эта кость не гниёт. В арабских книгах эта кость называется «аджб аз-занаб» (араб. عَجْبُ الذَّنَب‎).
В мидраше имеется аггада (легенда), согласно которой римский император Адриан спросил, как в будущем возродится человек, и рабби Иешуа Бен Ханаания ответил, что это «из кости луз в хребте». «Докажи это мне», — сказал Адриан. Тогда раввин взял луз, косточку из позвоночника, и погрузил её в воду, но она не смягчилась; положил её в огонь, но она не сгорела; кинул её на жернова, но она не размололась; положил её на наковальню и ударил по ней молотом, но наковальня раскололась, а молот сломался. (Екклесиаст Рабба xii / Бытие Рабба xviii).

## В Библии
Рассказ о косточке луз может быть непосредственно связан со встречей человека и Бога из книги пророка Иезекииля, гл. 37, намекающей на времена Мессии и воскресение мертвых. Поле сухих костей, то есть человеческая составляющая, встречается с бессмертным Духом Божиим в подчинение пророку Иезекиилю.